# Șarivka, Oleksandria
Șarivka (în ucraineană Шарівка) este o comună în raionul Oleksandria, regiunea Kirovohrad, Ucraina, formată numai din satul de reședință.

## Demografie
Componența lingvistică a comunei Șarivka
     Ucraineană (94,05%)
     Rusă (3,74%)
     Alte limbi (1,94%)
Conform recensământului din 2001, majoritatea populației comunei Șarivka era vorbitoare de ucraineană (94,05%), existând în minoritate și vorbitori de rusă (3,74%).